# Khadija El Kamouny
 (février 2024).
L'article doit être relu — et modifié si nécessaire — par des contributeurs indépendants pour apporter un regard critique aux contributions effectuées en violation des conditions d'utilisation de Wikipédia, tant sur la forme (notamment concernant le style encyclopédique, la proportionnalité) que sur le fond (la neutralité de point de vue, la qualité et l'indépendance des sources).
Khadija El Kamouny (en arabe : خديجة الكموني), née le 1er mars 1989, est une ingénieure et docteure marocaine. 
En décembre 2019, elle est nommée par le roi Mohammed VI comme l'un des 35 membres de la Commission spéciale du modèle de développement,.

## Biographie
Elle opte pour les sciences et la technologie électriques comme branche d’études secondaires, et obtient son bac en génie électrique. Elle fait ensuite deux années de classes préparatoires. 
En 2013, elle obtient son diplôme d'ingénieur en génie électrique. Elle prépare ensuite un doctorat en sciences d’ingénieur à l’École Mohammadia d’ingénieurs (EMI). En 2018, elle décide d'entamer un master en sciences des données à l’Université Mohammed V de Rabat.

### Carrière
Khadija El Kamouny est ingénieure et manager de projets à la Fondation MAScIR. Elle est l’une des inventeurs du Micro Thermoelectric Cooling Inverter pour les cellules photovoltaïques,. Elle est membre du comité organisateur de la 7e Conférence internationale sur les énergies renouvelables et durables (IRSEC) 2019.
Pendant la pandémie COVID-19, Khadija El Kamouny crée E-Tanaqol, une application mobile dans le but de faciliter la circulation des documents juridiques.